# Guillaume-Auguste de Saxe-Eisenach
Guillaume-Auguste (30 novembre 1668, Eisenach – 23 février 1671, Eisenach) est duc de Saxe-Eisenach de sa naissance à sa mort.
Il est le cinquième fils d'Adolphe-Guillaume de Saxe-Eisenach et de son épouse Marie-Élisabeth de Brunswick-Wolfenbuttel. Il naît quelques jours après la mort de son père et devient duc sous la régence de son oncle Jean-Georges, mais comme ses quatre frères aînés, il ne survit pas à la petite enfance et meurt à l'âge de deux ans. Jean-Georges lui succède de plein droit à la tête du duché.